# Герб Мирного (Мирнинский район)
Герб города Мирный Мирнинского района Республики Саха (Якутия).
Герб утверждён Решением Мирнинского районного Собрания от 9 июня 2004 года № 11-20.
Герб внесён в Государственный геральдический регистр Российской Федерации под № 1721.

## Описание герба
«В лазоревом поле серебряный ключ о двух бородках, вместо ушка имеющий лиственничный крест с ромбом посередине, над четырёхступенчатой углубленной зеленой оконечностью, тонко окаймленной серебром и обремененной двумя ромбами того же металла».

## Символика герба

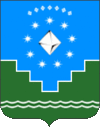
Герб Мирнинского района (2008 год)

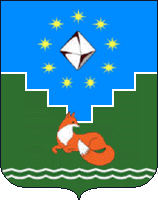
Герб Мирнинского района (2007 год)

Обоснование символики герба города: Герб по своему содержанию един и гармоничен: все фигуры герба символизируют город Мирный и его жителей как тружеников, привносящих огромный вклад в экономическое, культурное, духовное развитие своего родного района, Республики Саха (Якутия), России.
Город Мирный – столица одного из наиболее промышленно развитых районов Республики Саха (Якутия), центр алмазодобывающей промышленности Российской Федерации, – это показано в композиции герба ключом - символом мудрости и ромбами.
Ключ имеет многогранный смысл:
- запирание (сокрытие, секрет) – поиск алмазоносной (кимберлитовой) трубки:
- открывание (доступ к секрету и свободе) – открытие кимберлитовой трубки «Мир» освоение алмазных месторождений, строительство города и района, становление и развитие алмазодобывающей промышленности в районе.
Серебряный цвет в гербе говорит о бескрайних северных просторах.
Серебро в геральдике - символ простоты, совершенства, мудрости, благородства, мира и взаимного сотрудничества.
Город Мирный, центр района - столица алмазного края, научный центр Западной Якутии (ключ расположен в центре герба).
Четырёхступенчатая углубленная оконечность показывает карьер трубки «Мир».
Географическое расположения города показано в гербе лазурью и зеленью: на границе Вилюйского и Приленского плато, в бассейне р. Вилюй. Вместе с тем лазурь и зелень означают природные богатства Мирнинской земли.
Лазурь в геральдике - символ чести, славы, преданности, истины, красоты, добродетели и чистого неба.
Зелёный цвет означает достаток, процветание, стабильность.

## История герба

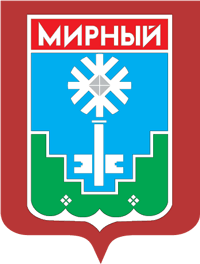
Герб (1989)

Первый герб города утвержден решением десятой сессией двадцатого созыва Мирнинского городского Совета народных депутатов 12 мая 1989 . Герб имел следующее описание: 
«В сине-зеленом щите изображен ключ, ушко ключа представляет собой стилизованную снежинку. В её центре - алмаз. В верхней части щита на красной полосе написано название города». Автор герба - А.П. Квартальный
В советское время выпускались гербовидные значки с изображением неутверждённых проектов герба Мирного: на одном из них - олень и алмаз, на другом - голубь над горами.
Современный герб представляет доработанный «Союзом геральдистов России» вариант герба 1989 года.
Авторская группа герба: идея герба: А. Квартальный (г. Мирный), геральдическая доработка: Константин Мочёнов (г. Химки), обоснование символики: Галина Туник (г. Москва), компьютерный дизайн: Юрий Коржик (г. Воронеж).
28 февраля 2007 года был утверждён герб Мирнинского района, который был создан на основе герба Мирного.
Геральдическим Советом при Президенте Российской Федерации были внесены предложения по изменению герба района.
Окончательная версия герба района была утверждена решением Мирнинского районного Совета 24 декабря 2008 года II-№ 4-20.